# Nati nel 2012
| Questa pagina contiene informazioni ricavate automaticamente dalle voci biografiche con l'ausilio del template Bio e di un bot. L'aggiornamento è periodico e automatico e ricostruisce completamente la pagina. Se manca una persona in questa lista, sei pregato di non aggiungerla, ma accertati piuttosto che la sua voce biografica contenga il template Bio e che i dati anagrafici siano correttamente compilati. Se il template Bio manca, inseriscilo tu stesso o, in alternativa, metti l'avviso {{tmp\|Bio}} che ne segnala la mancanza. Se i dati riportati sono sbagliati, correggi direttamente la voce biografica; le modifiche saranno visibili in questa lista entro pochi giorni. Per chiarimenti vedi il progetto biografie. La lista contiene solo le 6 persone che sono citate nell'enciclopedia e per le quali è stato implementato correttamente il template Bio. Pagina aggiornata al 10 ago 2025. |

- 7 gennaio - Blue Ivy Carter, cantante e ballerina statunitense
- 6 febbraio - Kai Zen, attrice e doppiatrice statunitense
- 23 febbraio - Estelle di Svezia, principessa svedese
- 23 aprile - Alan Kim, attore statunitense
- 4 giugno - Vivien Lyra Blair, attrice statunitense
- 6 ottobre - Yu Zidi, nuotatrice cinese